# Левина, Розина Яковлевна
Розина Яковлевна Левина (англ. Rosina Lhévinne, урождённая Бесси; 29 марта 1880, Киев — 9 ноября 1976, Глендейл, Калифорния) — русская и американская пианистка и музыкальный педагог.

## Биография
Дочь богатого ювелира Якова Бессье (Бесси) и Марии Кац.
Брала частные уроки фортепиано (одним из учителей был студент Московской консерватории Иосиф Левин). В 1898 году с золотой медалью окончила консерваторию (училась у В. И. Сафонова), вышла замуж за И. Левина. Гастролировала в Вене (1910), Петербурге (1911), Берлине (1912).
В 1914—1919 годах проживала с мужем в Берлине, в 1919 году они переехали в Нью-Йорк, где Иосиф Левин преподавал в Джульярдской школе, а Розина Левина ему ассистировала. Концертировала в ансамбле с мужем, исполняя произведения для двух фортепиано. После смерти Иосифа Левина руководство Джульярдской школы убедило Розину Левину стать его преемницей, и в последующие годы из класса Левиной вышел целый ряд крупных пианистов.
В поздние годы Розина Левина иногда выступала и с концертами, а также осуществила ряд записей. В январе 1963 году в возрасте 82 лет дебютировала с Нью-Йоркским филармоническим оркестром под руководством Леонарда Бернстайна, исполнив первый фортепианный концерт Фредерика Шопена — тот самый, который она исполняла в 1898 году на выпускном экзамене в консерватории.

## Известные ученики
- Ван Клиберн — первая премия Международного конкурса имени П. И. Чайковского (1958)
- Ральф Вотапек — лауреат первого Конкурса пианистов имени Вана Клиберна (1962)
- Гаррик Олссон — лауреат первых премий Конкурса пианистов имени Бузони (1966), Монреальского международного конкурса исполнителей (1968), Конкурса пианистов имени Шопена (1970)
- Эдуард Ауэр — лауреат Конкурса имени Лонг (1967)
- Джеймс Ливайн — музыкальный директор Метрополитен-оперы, Мюнхенского филармонического оркестра, Бостонского симфонического оркестра
- Урсула Оппенс — лауреат Международного конкурса пианистов имени Бузони (1969)
- Джон Уильямс — кинокомпозитор, дирижёр.
- Сантос Охеда — пианист, педагог.